# Aeta
Los aeta, agta o ayta son indígenas que viven en zonas desoladas de las montañas de Luzón en Filipinas. Los aeta fueron incluidos en el grupo de pueblos considerados "negritos" durante el dominio español. Varios grupos de aeta son conocidos en el norte de Luzón como "pugut" o "pugot", nombre con el que son designados por sus vecinos que hablan ilocano y que es el término familiar para aquellos con la tez más oscura. En ilocano la palabra también significa "el trasgo" o "espíritu forestal".

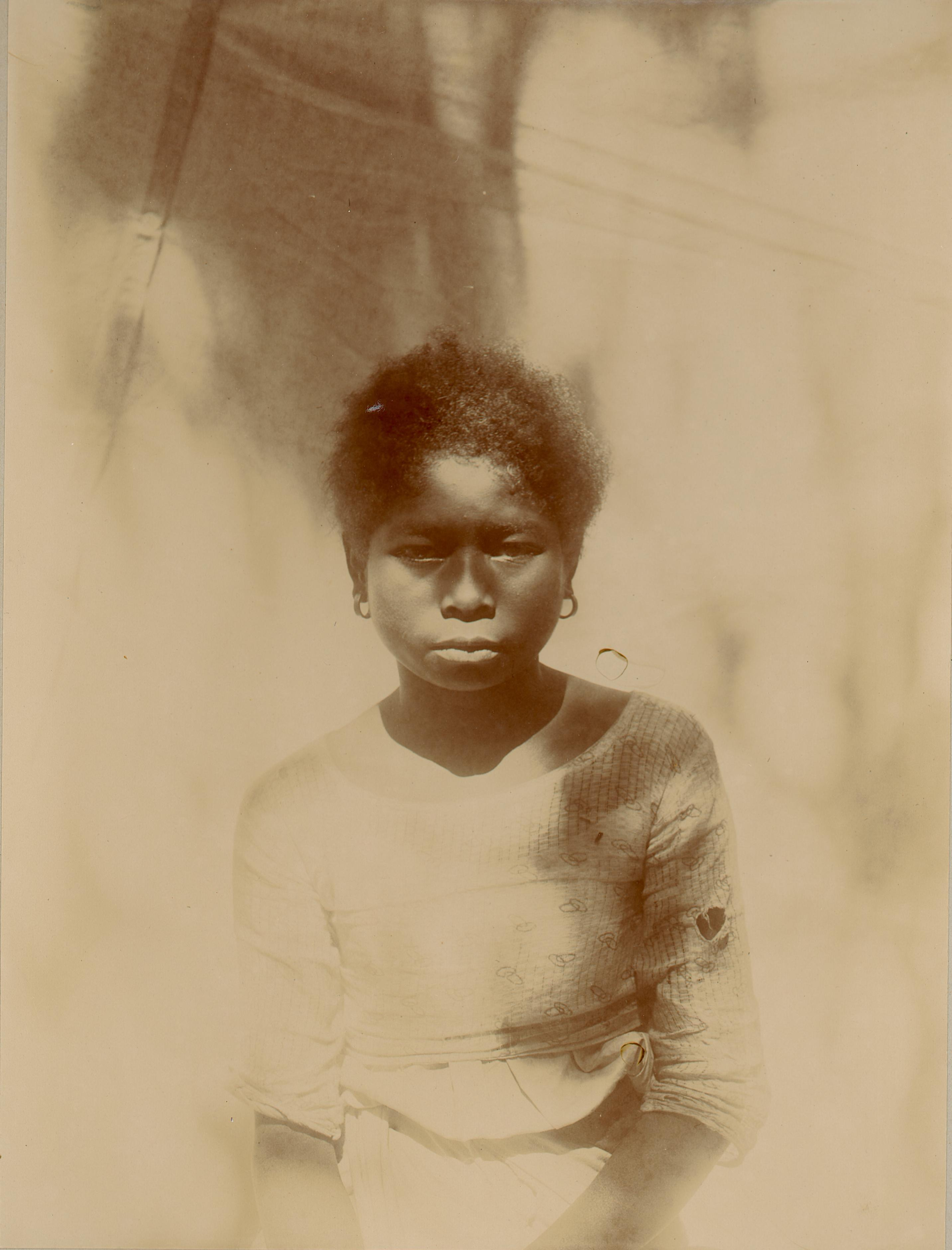
Una joven de Mariveles de 1901.

## Historia
La historia de los aeta sigue confundiendo a antropólogos y arqueólogos. Una teoría sugiere que los aeta son los descendientes de los habitantes originales de Filipinas, que, contrariamente a sus vecinos austronesios llegaron por tierra cuando el archipiélago todavía estaba unido al continente asiático, hace aproximadamente 30.000 años. La genética del ADN ha demostrado que este pueblo desciende del mismo grupo que pobló la región de la Sonda hace más de 40.000 años y del que también descienden los nativos australianos y papúes, de acuerdo con los marcadores genéticos "P" (mitocondrial) y "MS" (del cromosoma Y).
A diferencia de la mayoría de los nativos austronesios, los aeta no se han dejado asimilar. Las tentativas de los españoles para colocarlos en reservas fracasaron.
La minería, la deforestación y la agricultura han causado que la población indígena en la mayor parte de Filipinas haya descendido peligrosamente hasta el punto que hoy solo se cuentan unos miles. Además, los aeta se han hecho sumamente nómadas debido a la tensión social y económica sobre su cultura y modo de vivir que antes había permanecido inalterado durante miles de años. El aeta no tiene ningún sentido del dinero o la hacienda y a veces puede ser visto acampando en los parques de las ciudades.

## Demografía
La esperanza de vida en el nacimiento de los aeta es solamente de 16,5 años, con solo un tercio de los niños que sobreviven a la edad adulta, 15 años. Las jóvenes alcanzan la altura adulta a la edad de 12 o 13 años.

## Cultura

### Idioma
Todas las comunidades aeta han adoptado las lenguas austronesias, las cuales han ido cambiando con el tiempo hasta conformar lenguas diferentes. Estas incluyen, por orden del número de hablantes, a mag-indi, mag-antsi, abellen, ambala, y mariveleño.

### Religión
Existen varias teorías sobre la religión dominante entre los aeta. Quienes los consideran monoteístas argumentan que varias tribus aeta creen en un ser supremo, que es el que domina espíritus menores o deidades. Un ejemplo es el aeta del monte Pinatubo que adora a "Apo Namalyari".
Los aetas son también animistas. Los aeta del Pinatubo, por ejemplo, creen en espíritus ambientales como "Anito" y "Kamana", y que los espíritus del bien y del mal habitan en el ambiente, como los espíritus del río, el mar, el cielo, la montaña, la colina o el valle.
No es necesaria una ocasión especial para que los aeta recen. Además, realizan un baile antes y después de la caza de un cerdo. Danzan igualmente cuando se recoge el marisco o van a recoger la miel de las abejas.

### Vestimenta
Su ropa tradicional es muy simple. Las jóvenes llevan el abrigo alrededor de faldas. Las mujeres mayores llevan un paño de corteza, mientras los hombres mayores llevan paños de lomo. Las ancianas del Agta llevan una tira de paño de corteza que pasa entre las piernas y es conectada a una cuerda alrededor de la cintura.
Los aetas son expertos en el tejido y en el trenzado. Solo los hombres hacen brazaletes y también producen impermeables hechos de hojas de palma cuyas bases rodean el cuello.

### Arte
Una forma tradicional de arte visual es la escarificación del cuerpo. Los aetas intencionadamente dañan su piel en la espalda, brazos, pecho, piernas, manos o abdomen para luego irritar las heridas con el fuego, la cal u otro medio de formar cicatrices. Los aetas generalmente usan ornamentos típicos. Las flores y las hojas son usadas como tapones para los oídos.